# Ordnungsrelation
Ordnungsrelationen sind in der Mathematik Verallgemeinerungen der „kleiner-gleich“-Beziehung. Sie erlauben es, Elemente einer Menge miteinander zu vergleichen.
Eine Ordnungsrelation ist formal eine zweistellige Relation
{\displaystyle R\subseteq M\times M}
auf einer Menge {\displaystyle M} mit bestimmten unten aufgeführten Eigenschaften, worunter immer die Transitivität ist. Die Menge {\displaystyle M} wird bei manchen Autoren auch als Trägermenge bezeichnet.
Ist auf einer Trägermenge {\displaystyle M}  eine solche Ordnungsrelation {\displaystyle R} gegeben, so ist das Paar {\displaystyle (M,R)} eine geordnete Menge. Meist wird für {\displaystyle (a,b)\in R} die sogenannte Infix-Notation {\displaystyle a\,R\,b} verwendet. Außerdem wird für Ordnungsrelationen nur selten ein Symbol wie {\displaystyle R} verwendet. Stattdessen werden häufig Symbole wie {\displaystyle \leq }, {\displaystyle \preceq } oder ähnliche verwendet. Die Schreibweisen {\displaystyle a<b} oder {\displaystyle a\prec b} stehen als Abkürzung für „{\displaystyle a\leq b} und {\displaystyle a\neq b}“ oder „{\displaystyle a\preceq b} und {\displaystyle a\neq b}“.
Es folgt eine Auflistung verschiedener Arten von Ordnungsrelationen mit Beispielen. Für Definitionen der Eigenschaften siehe transitiv, reflexiv und irreflexiv, asymmetrisch, antisymmetrisch, oder den Artikel Relation (Mathematik).

## Totalordnung
Eine Relation {\displaystyle \leq } auf einer Menge {\displaystyle M} wird (schwache) Totalordnung oder totale Ordnung oder einfach (schwache) Ordnung genannt, wenn die Forderungen
| - {\displaystyle x\leq x}                                     | (Reflexivität)  |
| - {\displaystyle x\leq y\land y\leq x\;\Rightarrow \;x=y}     | (Antisymmetrie) |
| - {\displaystyle x\leq y\land y\leq z\;\Rightarrow \;x\leq z} | (Transitivität) |
| - {\displaystyle x\leq y\lor y\leq x}                         | (Totalität)     |

für alle {\displaystyle x,y,z\in M} erfüllt sind.
Da dies bei der Zahlengeraden, der „Linie“, der Fall ist, wird eine Totalordnung auch lineare Ordnung genannt. Eine totalgeordnete Untermenge einer partiell geordneten Menge wird auch als Kette bezeichnet.
Die durch
{\displaystyle x\preceq y:\Longleftrightarrow y\leq x}
definierte Umkehrrelation {\displaystyle \preceq } einer Totalordnung {\displaystyle \leq } ist selbst eine Totalordnung. Bei Umkehrrelationen wird gerne das gespiegelte Symbol als Relationszeichen genommen, in diesem Fall {\displaystyle \geq } statt {\displaystyle \preceq }, also
{\displaystyle x\geq y:\Longleftrightarrow y\leq x}.
Im Fall der totalen (Quasi-)Ordnungen hat dies eine besondere Berechtigung, weil bei ihnen die inverse Relation eine Spiegelung ist.
Eine endliche Untermenge einer totalgeordneten Menge lässt sich gemäß dieser Ordnung in eindeutiger Weise sortieren, das heißt in eine („lineare“) Reihenfolge bringen derart, dass jedes Element mit seinem Folgeelement in der Ordnungsbeziehung steht. Solchermaßen geordnet nennt man die Sortierung aufsteigend. Gilt stattdessen zwischen zwei Nachbarelementen die gespiegelte Ordnungsrelation, nennt man die Sortierung absteigend. Der schwächere Begriff der totalen Quasiordnung (siehe unten) erlaubt das Vorhandensein von „Duplikaten“, also eine nicht eindeutige Sortierung.
Beispiel und Gegenbeispiel:
Ein Beispiel ist die Relation {\displaystyle \leq } („kleiner-gleich“) auf den ganzen Zahlen {\displaystyle \mathbb {Z} } oder die lexikographische Ordnung über Tupeln.
Ein Gegenbeispiel ist die Teilmengenbeziehung {\displaystyle \subseteq } auf der Potenzmenge von {\displaystyle \mathbb {Z} }: sie ist nicht total, denn es gilt weder {\displaystyle \{1,2\}\subseteq \{2,3\}} noch {\displaystyle \{2,3\}\subseteq \{1,2\}}.

## Strenge Totalordnung
Eine Relation {\displaystyle <} auf {\displaystyle M} heißt strenge (oder auch starke) Totalordnung, wenn
| - {\displaystyle x<y\;\land \;y<z\;\;\Rightarrow \;\;x<z}                        | (Transitivität) |
| - entweder {\displaystyle x<y} oder {\displaystyle x=y} oder {\displaystyle y<x} | (Trichotomie)   |

für alle {\displaystyle x,y,z\in M} gilt.
Da eine strenge Totalordnung nicht reflexiv ist, ist sie keine Totalordnung. Eine Totalordnung im oben erklärten schwachen Sinn ist aber die zu {\displaystyle <} gehörige Ordnung (mit Reflexivität und Antisymmetrie), die durch
{\displaystyle x\leq y\;\;:\Leftrightarrow \;\;x<y{\text{ oder }}x=y}
definiert ist. Umgekehrt wird aus jeder (schwachen) Totalordnung {\displaystyle \leq } auf {\displaystyle M} per
{\displaystyle x<y\;\;:\Leftrightarrow \;\;x\leq y{\text{ und }}x\neq y}
eine strenge Totalordnung {\displaystyle <} .

## Vergleichbarkeit
Gilt für zwei Elemente {\displaystyle x\in M} und {\displaystyle y\in M}, dass wenigstens eine der drei Beziehungen (und da sie sich gegenseitig ausschließen: genau eine)
- {\displaystyle x<y} oder {\displaystyle x=y} oder {\displaystyle y<x}

erfüllt ist, dann nennt man {\displaystyle x} und {\displaystyle y} in {\displaystyle M} unter der Ordnungsrelation {\displaystyle <,=,>} vergleichbar.
Eine Ordnungsrelation, bei der jedes Element mit jedem vergleichbar ist, nennt man eine totale Ordnungsrelation.

## Quasiordnung
Eine Quasiordnung ist eine transitive und reflexive Relation.
Beispiel:
Für komplexe Zahlen {\displaystyle a,b\in \mathbb {C} } ist die über den Absolutbetrag durch „{\displaystyle a\leq b,{\text{ falls }}|a|\leq |b|}“ festgelegte Relation eine Quasiordnung.
Diese Quasiordnung ist nicht antisymmetrisch – also keine Halbordnung, denn betragsgleiche Zahlen müssen nicht identisch sein.
Jedoch handelt es sich um eine totale Quasiordnung, da je zwei Elemente vergleichbar sind.

## Halbordnung
Eine Halbordnung – auch Partialordnung, partielle Ordnung oder Teilordnung genannt – ist eine reflexive, antisymmetrische und transitive Relation. Sie ist im Allgemeinen nicht total, d. h. nicht jedes Element steht notwendigerweise in Relation zu allen anderen Elementen.
Eine Halbordnung erfüllt somit für alle {\displaystyle x,y,z\in M}:
| - {\displaystyle x\leq x}                                         | (Reflexivität)  |
| - {\displaystyle x\leq y\land y\leq x\;\Longrightarrow \;x=y}     | (Antisymmetrie) |
| - {\displaystyle x\leq y\land y\leq z\;\Longrightarrow \;x\leq z} | (Transitivität) |

Eine Menge {\displaystyle M}, auf der eine Halbordnung {\displaystyle \leq } definiert ist, wird halbgeordnete  Menge genannt.
Die Umkehrrelation einer Halbordnung
- {\displaystyle y\preceq x\;:\Longleftrightarrow \;x\leq y}

ist wiederum eine Halbordnung.
Halbordnungen können in Hasse-Diagrammen visualisiert werden. Eine Teilmenge einer halbgeordneten Menge heißt Oberhalbmenge, wenn sie zu jedem ihrer Elemente auch alle nachfolgenden Elemente (also alle, die rechts vom Relationssymbol stehen könnten) enthält.
Mit Hilfe des Auswahlaxioms kann man beweisen, dass jede Halbordnung in eine Totalordnung eingebettet werden kann. Für endliche Mengen muss man das Auswahlaxiom nicht voraussetzen, und in diesem Fall gibt es zur Konstruktion einer solchen Totalordnung auch explizite Algorithmen (siehe Topologische Sortierung).
Beispiele:
Die Teilmengenbeziehung {\displaystyle \subseteq } auf einem Mengensystem {\displaystyle {\mathfrak {M}}} ist eine Halbordnung, denn sie ist
- transitiv, da jede Teilmenge einer Teilmenge von {\displaystyle C} auch Teilmenge von {\displaystyle C} ist:

{\displaystyle A\subseteq B\subseteq C\ \Longrightarrow \ A\subseteq C\;\;} für alle {\displaystyle A,B,C\in {\mathfrak {M}};}
- reflexiv, da jede Menge eine Teilmenge ihrer selbst ist:

{\displaystyle A\subseteq A\ } für alle {\displaystyle A\in {\mathfrak {M}};}
- und antisymmetrisch, da nur {\displaystyle A} selbst sowohl Teilmenge als auch Obermenge von {\displaystyle A} ist:

{\displaystyle A\subseteq B\ \wedge \ B\subseteq A\ \Longrightarrow \ A=B\;\;} für alle {\displaystyle A,B\in {\mathfrak {M}}.}
Weitere Beispiele:
1. komponentenweise-kleiner-oder-gleich, {\displaystyle \leq ^{n}:}[2] Für eine fest gewählte natürliche Zahl {\displaystyle n} und zwei Tupel aus einer Menge von {\displaystyle n}-Tupeln gilt:
{\displaystyle {\left(a_{1},a_{2},\ldots ,a_{n}\right)}\leq ^{n}{\left(b_{1},b_{2},\ldots ,b_{n}\right)}\ :\Longleftrightarrow \ a_{i}\leq b_{i}} für jedes {\displaystyle i=1,2,\ldots ,n;}
Dies ist ein Spezialfall einer von einem Kegel induzierten Halbordnung, die zu dem Begriff der sogenannten verallgemeinerten Ungleichungen führt, die eine wichtige Rolle in der Optimierung spielen.
2. Die Teilt-Relation {\displaystyle \mid } in der Menge {\displaystyle \mathbb {N} _{0},} erklärt etwa durch
{\displaystyle a\mid b\ :\Longleftrightarrow \ \exists ~k\in \mathbb {N} _{0}\colon \ a\cdot k=b\quad }{\displaystyle (a,b\in \mathbb {N} _{0}).}
3. Stochastische Ordnung
4. Pareto-Ordnung

### Strenge Halbordnung
So wie sich die strenge Totalordnung von der Totalordnung dadurch unterscheidet, dass Reflexivität und Antisymmetrie durch Irreflexivität ersetzt werden, so wird eine strenge Halbordnung durch Irreflexivität und Transitivität bestimmt. Wie bei der strengen Totalordnung fällt bei der strengen Halbordnung der Gleichheitsstrich in der Notation weg oder wird gar durch ein Ungleichzeichen ersetzt. Ein Beispiel ist die Relation „echte Teilmenge“ bei den Mengen.

### Intervalle
Mit einem Ordnungsbegriff {\displaystyle \leq } lässt sich der Begriff des Intervalls bilden.
Für {\displaystyle a\in M,b\in M} und {\displaystyle x\in M} sei also
| abgeschlossenes Intervall:                                               | {\displaystyle [a,b]}                                         | {\displaystyle :=\{x\in M\mid a\leq x\leq b\}} |
| offenes Intervall:                                                       | {\displaystyle (a,b)\equiv {]{a,b}[}}                         | {\displaystyle :=\{x\in M\mid a<x<b\}}         |
| halboffenes (genauer rechtsoffenes) Intervall:                           | {\displaystyle [a,b)\equiv {[{a,b}[}}                         | {\displaystyle :=\{x\in M\mid a\leq x<b\}}     |
| halboffenes (genauer linksoffenes) Intervall:                            | {\displaystyle (a,b]\equiv {]{a,b}]}}                         | {\displaystyle :=\{x\in M\mid a<x\leq b\}}     |
| rechtsseitig unendliches abgeschlossenes Intervall:                      | {\displaystyle [a,\infty )\equiv {[{a,\infty }[}}             | {\displaystyle :=\{x\in M\mid a\leq x\}}       |
| rechtsseitig unendliches offenes Intervall:                              | {\displaystyle (a,\infty )\equiv {]{a,\infty }[}}             | {\displaystyle :=\{x\in M\mid a<x\}}           |
| linksseitig unendliches abgeschlossenes Intervall:                       | {\displaystyle (-\infty ,b]\equiv {]{-\infty ,b}]}}           | {\displaystyle :=\{x\in M\mid x\leq b\}}       |
| linksseitig unendliches offenes Intervall:                               | {\displaystyle (-\infty ,b)\equiv {]{-\infty ,b}[}}           | {\displaystyle :=\{x\in M\mid x<b\}}           |
| beidseitig unendliches offenes (und zugleich abgeschlossenes) Intervall: | {\displaystyle (\infty ,\infty )\equiv {]{\infty ,\infty }[}} | {\displaystyle :=M}                            |

Die Begriffe „abgeschlossen“, „offen“, „rechts“ und „links“ stammen vom Fall {\displaystyle M=\mathbb {R} } ab.
Man beachte, dass man im Fall einer Halbordnung wegen fehlender Totalität „oft“ leere Intervalle erhält (im Fall einer Quasiordnung „oft mehr“, etwa ganze Kreisscheiben oder Kugelschalen).
Im Zusammenhang mit gewissen Anwendungen eindimensionaler Intervalle können Konkretisierungen entsprechender Halbordnungen untersucht werden, die insbesondere in der englischsprachigen Literatur als Semiordnungen (Semiorder) und Intervallordnungen (Interval order) bezeichnet werden. Hierbei stehen die Aspekte überlappender Intervalle und gegebenenfalls vorliegender Intransitivität der Indifferenz im Mittelpunkt.

### Weitere Anwendung der Halbordnung
Um den Grad der Vorsortiertheit einer Menge zu messen, kann man die Anzahl der möglichen Fortsetzungen einer Halbordnung zu einer linearen Ordnung angeben. Ist beispielsweise die geordnete Menge {\displaystyle (X,\leq )} mit {\displaystyle X=\{a,b,c\}} und {\displaystyle a\leq b} gegeben, so gibt es drei mögliche Fortsetzungen: {\displaystyle a\leq b\leq c}, {\displaystyle a\leq c\leq b} und {\displaystyle c\leq a\leq b}. Der Grad der Vorsortiertheit ist also in diesem Fall {\displaystyle e(\leq )=3}. Das Sortierverfahren Natural Mergesort nutzt vorsortierte Teilstücke für eine vollständige Sortierung der Menge.

### Vorgänger und Nachfolger
Sei {\displaystyle \leq } eine (schwache) totale (oder partielle) Ordnung auf der Menge {\displaystyle M}. Für {\displaystyle x,z\in M} mit
{\displaystyle x\leq z\land x\neq z}
heißt {\displaystyle x} ein Vorgänger von {\displaystyle z}, und {\displaystyle z} ein Nachfolger von {\displaystyle x}. Wenn es kein {\displaystyle y\in M} gibt, mit
{\displaystyle x\leq y\land x\neq y\land y\leq z\land y\neq z},
dann heißt {\displaystyle x} der direkte (auch unmittelbare) Vorgänger von {\displaystyle z}, und {\displaystyle z} der direkte (bzw. unmittelbare) Nachfolger von {\displaystyle x}. 
Für eine starke (gleichbedeutend: strikte) totale (oder partielle) Ordnung {\displaystyle <} auf {\displaystyle M} gilt formal ebenfalls die obige Definition (mit Notation {\displaystyle <} anstelle von {\displaystyle \leq }).  Die Kriterien können in diesem Fall jedoch wie folgt vereinfacht werden:
Sei {\displaystyle <} auf der Menge {\displaystyle M}. Für {\displaystyle x,z\in M} mit
{\displaystyle x<z}
heißt {\displaystyle x} ein Vorgänger von {\displaystyle z}, und {\displaystyle z} ein Nachfolger von {\displaystyle x}. Wenn es kein {\displaystyle y\in M} gibt, mit
{\displaystyle x<y<z} (d. h. {\displaystyle x<y\land y<z}),
dann heißt {\displaystyle x} der direkte (auch unmittelbare) Vorgänger von {\displaystyle z}, und {\displaystyle z} der direkte (bzw. unmittelbare) Nachfolger von {\displaystyle x}.

### Minimale, maximale und andere Elemente
Sei {\displaystyle T} eine Teilmenge einer halbgeordneten Menge {\displaystyle P}.
Wenn {\displaystyle m\in T} die Eigenschaft hat, dass es kein {\displaystyle x\in T} mit {\displaystyle x<m} gibt, dann heißt {\displaystyle m} minimales Element von {\displaystyle T}. Falls es ein Element {\displaystyle m\in T} gibt, das {\displaystyle m\leq x} für alle Elemente {\displaystyle x\in T} erfüllt, dann heißt {\displaystyle m} das kleinste Element von {\displaystyle T}. Ein kleinstes Element von {\displaystyle T} (wenn es das gibt; z. B. hat die Menge der ganzen Zahlen kein kleinstes Element) ist immer eindeutig bestimmt (wegen der Antisymmetrie) und natürlich auch minimal. In einer Totalordnung bedeuten „kleinstes Element“ und „minimales Element“ dasselbe, aber in allgemeinen Halbordnungen kann eine Menge mehrere minimale Elemente haben, von denen dann keines das kleinste ist.
Es kann sogar vorkommen, dass eine (unendliche) Menge {\displaystyle T} zwar ein einziges minimales Element hat, dieses aber nicht das kleinste Element der Menge ist (dann hat {\displaystyle T} kein kleinstes Element). Beispiel:
In {\displaystyle M:=\{[0,a]\mid 0<a<1\}\cup \{\{2\}\}}, versehen mit {\displaystyle \subseteq } als Halbordnung, ist {\displaystyle \{2\}} ein minimales Element, sogar das einzige, aber nicht das kleinste, da {\displaystyle \{2\}\subseteq A} nicht für alle {\displaystyle A\in M} gilt.
Wenn {\displaystyle T} eine Teilmenge von {\displaystyle P} ist und {\displaystyle p\in P} die Eigenschaft hat, dass für alle {\displaystyle t\in T} die Beziehung {\displaystyle p\leq t} gilt, dann heißt {\displaystyle p} eine untere Schranke von {\displaystyle T}. ({\displaystyle p} kann, muss aber nicht Element von {\displaystyle T} sein.) Wenn es eine größte untere Schranke der Menge {\displaystyle T} gibt, dann nennt man diese auch die untere Grenze oder das Infimum von {\displaystyle T}. Eine untere Schranke ist also kleiner als das oder gleich dem Infimum.
Analog sind die Begriffe maximales Element, größtes Element, obere Schranke und obere Grenze bzw. Supremum definiert.
Eine Menge, die sowohl eine obere als auch eine untere Schranke hat, heißt beschränkt. (Analog sind „nach oben beschränkt“ und „nach unten beschränkt“ definiert.)
Man nennt eine Funktion {\displaystyle f}, die eine beliebige Menge {\displaystyle X} in eine halb- oder total geordnete Menge (siehe unten) {\displaystyle P} abbildet, beschränkt, wenn die Menge der Funktionswerte beschränkt ist, also wenn es ein {\displaystyle p\in P} und ein {\displaystyle q\in P} gibt, sodass für alle {\displaystyle x\in X}
{\displaystyle p\leq f(x)\leq q}
gilt.

### Lokal endliche Halbordnung
Eine Halbordnung {\displaystyle (M,\leq )} heißt lokal endlich oder Kausalmenge (englisch causals set, kurz causet), wenn jedes Intervall {\displaystyle [x,y]:=\{z\in M:x\leq z\leq y\}} eine endliche Menge ist. Die Kausalmengentheorie untersucht die Einbettung von Kausalmengen in Lorentzsche Mannigfaltigkeiten (ohne geschlossene Weltlinien) und ist ein Modell für eine Quantengravitationstheorie.

## Striktordnung
Eine strenge Ordnung oder Striktordnung ist transitiv und asymmetrisch. Der Begriff Asymmetrie fasst die Begriffe Irreflexivität und Antisymmetrie zusammen. Irreflexivität unterscheidet die Striktordnung von der Halbordnung und bedeutet, dass kein Element zu sich selbst in Beziehung steht. Eine Striktordnung ist also transitiv, irreflexiv und antisymmetrisch.
Beispiele:
- Die Relation „(echt) kleiner“ auf {\displaystyle \mathbb {R} }
- die Relation „Echte Teilmenge“ in einer Potenzmenge
- die Relation „komponentenweise kleiner, aber nicht gleich“ auf dem Vektorraum {\displaystyle \mathbb {R} ^{n}}.

## Strenge schwache Ordnung
Eine strenge schwache Ordnung R ist eine Striktordnung, bei der zusätzlich negative Transitivität gilt:
{\displaystyle \neg aRb\land \neg bRc\Rightarrow \neg aRc}
Eine strenge schwache Ordnung ist einer totalen Quasiordnung komplementär und umgekehrt.

## Zusammensetzung von Ordnungen

### Kreuzprodukt
Sind {\displaystyle (U,<)} und {\displaystyle (V,\prec )} streng geordnete Mengen, dann lässt sich auf {\displaystyle U\times V} die (ebenfalls strenge) Ordnungsrelation
{\displaystyle (u\times v)\;<\!\prec \;({\overline {u}}\times {\overline {v}})\quad :\Longleftrightarrow \ \quad (u<{\overline {u}})\land (v\prec {\overline {v}})}
definieren.
Ist {\displaystyle {\underline {u}}<u<{\overline {u}}} und {\displaystyle {\underline {v}}<v\prec {\overline {v}}}, dann ist
1. {\displaystyle (u\times v)\;<\!\prec \;({\overline {u}}\times {\overline {v}})}.
    Aber die Paare
2. {\displaystyle (u\times v)\;>\prec \;({\underline {u}}\times {\overline {v}})}
3. und {\displaystyle (u\times v)\;<\succ \;({\overline {u}}\times {\underline {v}})}
    sind unter der Ordnungsrelation {\displaystyle <\!\prec } nicht vergleichbar.
    Jedoch ist
4. {\displaystyle (u\times v)\;>\!\succ \;({\underline {u}}\times {\underline {v}})}
    gleichwertig zu {\displaystyle ({\underline {u}}\times {\underline {v}})\;<\!\prec \;(u\times v)} und vergleichbar.

Das bedeutet insgesamt, dass eine evtl. Totalität von {\displaystyle (U,<)} und {\displaystyle (V,\prec )} beim Kreuzprodukt verloren geht.

### Mehrdimensionale Intervalle
Hat man eine geordnete Menge {\displaystyle (M,\leq )}, dann lässt sich die Ordnungsrelation nach dem oben definierten Schema für „komponentenweise-kleiner-oder-gleich“ immer auf die mehrdimensionale Menge {\displaystyle (M^{n},\leq ^{n})} erweitern, da die Transitivität der Relation {\displaystyle \leq } durch das Hinzufügen weiterer Komponenten von {\displaystyle M} nicht verloren geht.
Allerdings geht Totalität verloren.
Und ist {\displaystyle \leq } nicht antisymmetrisch, dann ist es {\displaystyle \leq ^{n}} auch nicht.
Mit dem mehrdimensionalen Ordnungsbegriff {\displaystyle \leq ^{n}} lässt sich der Begriff des Intervalls für Halbordnungen (wie auch für Quasiordnungen) vom Eindimensionalen auf {\displaystyle n>1} Dimensionen erweitern.
Für {\displaystyle a:=\left(a_{1},a_{2},\ldots ,a_{n}\right)\in M^{n},b:=\left(b_{1},b_{2},\ldots ,b_{n}\right)\in M^{n}} und {\displaystyle x:=\left(x_{1},x_{2},\ldots ,x_{n}\right)\in M^{n}} sei also
| abgeschlossenes Intervall:                                               | {\displaystyle [a,b]}                                         | {\displaystyle :=\{x\in M^{n}\mid a\leq ^{n}x\leq ^{n}b\}} |
| offenes Intervall:                                                       | {\displaystyle (a,b)\equiv {]{a,b}[}}                         | {\displaystyle :=\{x\in M^{n}\mid a<^{n}x<^{n}b\}}         |
| halboffenes (genauer rechtsoffenes) Intervall:                           | {\displaystyle [a,b)\equiv {[{a,b}[}}                         | {\displaystyle :=\{x\in M^{n}\mid a\leq ^{n}x<^{n}b\}}     |
| halboffenes (genauer linksoffenes) Intervall:                            | {\displaystyle (a,b]\equiv {]{a,b}]}}                         | {\displaystyle :=\{x\in M^{n}\mid a<^{n}x\leq ^{n}b\}}     |
| rechtsseitig unendliches abgeschlossenes Intervall:                      | {\displaystyle [a,\infty )\equiv {[{a,\infty }[}}             | {\displaystyle :=\{x\in M^{n}\mid a\leq ^{n}x\}}           |
| rechtsseitig unendliches offenes Intervall:                              | {\displaystyle (a,\infty )\equiv {]{a,\infty }[}}             | {\displaystyle :=\{x\in M^{n}\mid a<^{n}x\}}               |
| linksseitig unendliches abgeschlossenes Intervall:                       | {\displaystyle (-\infty ,b]\equiv {]{-\infty ,b}]}}           | {\displaystyle :=\{x\in M^{n}\mid x\leq ^{n}b\}}           |
| linksseitig unendliches offenes Intervall:                               | {\displaystyle (-\infty ,b)\equiv {]{-\infty ,b}[}}           | {\displaystyle :=\{x\in M^{n}\mid x<^{n}b\}}               |
| beidseitig unendliches offenes (und zugleich abgeschlossenes) Intervall: | {\displaystyle (\infty ,\infty )\equiv {]{\infty ,\infty }[}} | {\displaystyle :=M^{n}}                                    |

Es gibt jedoch auch mehrdimensionale Intervalle, deren Verhalten an den Rändern sich nicht bei den genannten einordnen lassen, z. B.
{\displaystyle \{(x_{1},x_{2})\mid a_{1}\leq x_{1}\leq b_{1}\land a_{2}<x_{2}<b_{2}\}\qquad (\subseteq [a,b])},
wo bei der ersten Komponente {\displaystyle [a_{1},b_{1}]} der Rand dabei ist, bei der zweiten {\displaystyle (a_{2},b_{2})} aber nicht.

## Induktive Ordnung
Eine halbgeordnete Menge {\displaystyle (M,\leq )} heißt induktiv geordnet, wenn jede linear geordnete Teilmenge von {\displaystyle M} eine obere Schranke besitzt. Sie heißt streng induktiv geordnet, wenn jede linear geordnete Teilmenge eine kleinste obere Schranke besitzt.
Nach dem Lemma von Zorn besitzt jede induktiv geordnete Menge ein maximales Element.

## Fundierte Ordnung
Eine fundierte Ordnung ist eine Halbordnung, in der es keine unendlichen, echt absteigenden Ketten gibt (oder, äquivalent formuliert: bei der jede nichtleere Teilmenge ein minimales Element besitzt). Beispiel: die Teilbarkeitsbeziehung | zwischen natürlichen Zahlen.

## Wohlquasiordnung
Eine Wohlquasiordnung ist eine Quasiordnung mit der Eigenschaft, dass es zu jeder Folge {\displaystyle (p_{1},p_{2},p_{3},\ldots )} zwei natürliche Zahlen {\displaystyle k<n} gibt, so dass {\displaystyle p_{k}\leq p_{n}} gilt.

## Wohlordnung
Eine Wohlordnung ist eine totale Ordnung, bei der jede nichtleere Teilmenge ein kleinstes Element besitzt. Einige Beispiele:
- „Kleinergleich“ auf den natürlichen Zahlen {\displaystyle \mathbb {N} }.
- Die ganzen Zahlen {\displaystyle \mathbb {Z} } mit der Ordnung {\displaystyle 0<1<-1<2<-2<3<-3<\ldots }
- Die ganzen Zahlen {\displaystyle \mathbb {Z} } mit der Ordnung {\displaystyle 0<1<2<3<\ldots <-1<-2<-3<\ldots }

Der Wohlordnungssatz garantiert die Existenz einer Wohlordnung für jede Menge, zum Beispiel auch für die reellen Zahlen {\displaystyle \mathbb {R} }. Er ist zum Auswahlaxiom äquivalent.

## Baum
Ein Baum ist eine Halbordnung {\displaystyle (T,<)}, bei der für jedes {\displaystyle x\in T} die Menge {\displaystyle \{y\mid y<x\}} der Vorgänger von {\displaystyle x} wohlgeordnet ist.

## Verbandsordnung
Eine Verbandsordnung ist eine Halbordnung, in der es zu je zwei Elementen {\displaystyle v} und {\displaystyle w} immer ein Supremum {\displaystyle \sup(v,w)} und ein Infimum {\displaystyle \inf(v,w)} gibt. Eine Menge {\displaystyle M}, auf der eine Verbandsordnung {\displaystyle \leq } definiert ist, wird verbandsgeordnete  Menge genannt.
Durch jede Verbandsordnung ist die algebraische Struktur eines Verbandes gegeben, indem man für je zwei Elemente {\displaystyle v} und {\displaystyle w} definiert:
- {\displaystyle v\vee w:=\sup(v,w),}
- {\displaystyle v\wedge w:=\inf(v,w).}

Umgekehrt lässt sich in jedem Verband durch
- {\displaystyle v\leq w\iff v\vee w=w}

für je zwei Elemente {\displaystyle v} und {\displaystyle w} eine Verbandsordnung definieren, so dass
- {\displaystyle \sup(v,w)=v\vee w,}
- {\displaystyle \inf(v,w)=v\wedge w.}

Eine verbandsgeordnete Menge wird daher oft „Verband“ genannt, sie selbst ist jedoch im Gegensatz zum Verband keine algebraische Struktur.

## Vollständige Halbordnung
Eine vollständige Halbordnung (engl. pointed complete partial order, dcpo, cppo, auch cpo) ist eine Halbordnung mit einem kleinsten Element und der Eigenschaft, dass jede Teilmenge, die eine aufsteigende Kette {\displaystyle (x_{0}\leq x_{1}\leq x_{2}\leq \dotsb )} bildet, ein Supremum besitzt. Das Supremum muss dabei nicht in der Teilmenge selbst liegen.
Bei einer gerichteten vollständigen Halbordnung (engl. directed complete partial order, DCPO) muss im Gegensatz zur vollständigen Halbordnung die leere Menge kein Supremum besitzen. Es muss damit kein kleinstes Element geben.
Diese beiden Vollständigkeitsbegriffe spielen eine Rolle bei Beweisen mit Hilfe des Lemmas von Zorn. → Davon zu unterscheiden ist der an die Topologie angelehnte Begriff Ordnungsvollständigkeit.

## Konstruktion neuer Ordnungen
Aus vorhandenen Ordnungen lassen sich auf sehr unterschiedliche Weise neue Ordnungen konstruieren.

### Verkettung
Ähnlich den Zeichenketten lassen sich zwei geordnete Mengen zu einer dritten geordneten Menge verketten (englisch: ordinal sum).
Dabei ist für zwei geordnete Mengen {\displaystyle (A,<_{A})} und {\displaystyle (B,<_{B})}
die Menge {\displaystyle {\bigl (}(A\,\cup _{<}\!B),\;<_{\cup }\!\!{\bigr )}}
die geordnete Menge, die die disjunkte Vereinigungsmenge {\displaystyle A\sqcup B} zur Grundmenge hat und mit der („vereinigten“) Ordnungsrelation {\displaystyle <_{\cup }} ausgestattet ist, die für {\displaystyle a_{1},a_{2}\in A} und {\displaystyle b_{1},b_{2}\in B} deren Ordnung in {\displaystyle A} resp. {\displaystyle B} als {\displaystyle a_{1}\!<_{\cup }a_{2}\;:\Longleftrightarrow \;a_{1}\!<_{A}a_{2}} resp. {\displaystyle b_{1}\!<_{\cup }b_{2}\;:\Longleftrightarrow \;b_{1}\!<_{B}b_{2}} fortsetzt und zusätzlich für {\displaystyle a\in A,\;b\in B} die durch die Reihenfolge der Operanden (zuerst {\displaystyle A} dann {\displaystyle B} in {\displaystyle A\cup _{<}B}) spezifizierte Ordnung {\displaystyle a<_{\cup }b} festlegt.
Die so definierte Relation {\displaystyle <_{\cup }} ist wieder eine Ordnung, die total ist, wenn die Ausgangsordnungen total sind.
Es existieren auch die abgekürzten Schreibweisen {\displaystyle (A\,\cup _{<}\!B,\;<)} oder {\displaystyle A\,\cup _{<}\!B} – oder (bei ausreichendem anderweitigem Kontext) gar nur {\displaystyle A\cup B}.
Das Konzept lässt sich auf beliebige geordnete Indexmengen und damit gebildete disjunkte Vereinigungsmengen erweitern.

### Ordnungen auf dem kartesischen Produkt

Lexikographische Ordnung auf : Die verstärkten Linien nach rechts oben sind unendlich lang.
Hasse-Diagramm der Produkt-Ordnung auf : Je weiter unten (links oder rechts), desto < (kleiner).

- Lexikographische Ordnung auf {\displaystyle \mathbb {N} \times \mathbb {N} }:
Die verstärkten Linien nach rechts oben sind unendlich lang.
- Hasse-Diagramm der Produkt-Ordnung auf {\displaystyle \mathbb {N} \times \mathbb {N} }:
Je weiter unten (links oder rechts), desto < (kleiner).

Im kartesischen Produkt {\displaystyle A\times B} zweier geordneter Mengen {\displaystyle A} und {\displaystyle B} lassen sich bilden:
- die lexikographische Ordnung:   {\displaystyle (a_{1},b_{1})<(a_{2},b_{2})\;:\Longleftrightarrow \;a_{1}<a_{2}\lor a_{1}=a_{2}\land b_{1}<b_{2}}; sie ist total, wenn die Ausgangsmengen total geordnet sind;
- die Produktordnung (englisch: product order[5]):   {\displaystyle \left(a_{1},b_{1}\right)\leq \left(a_{2},b_{2}\right)\;:\Longleftrightarrow \;a_{1}\leq a_{2}\land b_{1}\leq b_{2}}; sie ist i. Allg. nicht total.

Die so konstruierten Ordnungen können auf kartesische Produkte von mehr als zwei Mengen erweitert werden. Die Erweiterungsoperation erweist sich dabei als assoziativ.

## Ordnungstheoretischer Stetigkeitsbegriff
Ordnungstheoretisch lässt sich die Stetigkeit als Verträglichkeit einer Funktion mit dem Supremum vollständiger Halbordnungen {\displaystyle A,B} fassen.
Eine Funktion {\displaystyle f\colon A\rightarrow B} heißt stetig, wenn {\displaystyle f\left(\bigsqcup X\right)=\bigsqcup f(X)} für alle gerichteten Teilmengen {\displaystyle X\subseteq A} gilt. Dieser Begriff spielt in der Bereichstheorie eine zentrale Rolle. Ähnlich der Folgenstetigkeit oben werden auch hier Grenzwerte wieder auf Grenzwerte abgebildet.
In diesem Zusammenhang folgt aus der Stetigkeit einer Funktion deren Monotonie. Umgekehrt bildet jede monotone Funktion eine gerichtete Menge wieder auf eine solche ab, wodurch die Existenz des Supremums des Abbilds dann von vornherein gewiss ist und nicht mehr gezeigt werden muss. Viele Autoren nehmen die Monotonie als Voraussetzung in die Definition der Stetigkeit auf.

## Homomorphismen
Seien {\displaystyle (X,R)} und {\displaystyle (X',R')} geordnete Mengen. Eine Abbildung {\displaystyle \varphi \colon X\rightarrow X'} heißt isoton, ordnungserhaltend, ordnungstreu oder Ordnungshomomorphismus, wenn {\displaystyle xRy\Rightarrow \varphi (x)R'\varphi (y)} für alle {\displaystyle x,y\in X} gilt.

## Verwendung der Begriffe
Die Autoren benutzen den Begriff „Ordnung“ unterschiedlich. Er kann eine Halbordnung oder eine totale Ordnung bezeichnen. Vermutlich induziert von den Polaritäten „halb“ und „total“, findet man somit häufig die Abgrenzung
Ordnung (im Sinn von Halbordnung) {\displaystyle \quad \longleftrightarrow \quad } totale Ordnung
oder auch
Halbordnung {\displaystyle \quad \longleftrightarrow \quad } Ordnung (im Sinn von totale Ordnung).